# Tuniská reprezentace v malém fotbale
Tuniská reprezentace v malém fotbale reprezentuje Tunisko na mezinárodních akcích v malé kopané, jako je mistrovství světa nebo Africký pohár.

## Historie
Působení Tuniska započalo v roce 2016, kdy odehrálo své první utkání proti Španělsku. Na přípravném turnaji před mistrovstvím světa 2017, který se nazýval Tournoi des Champions dokázala reprezentace vybojovat bronz, když porazila Portugalsko 4:0. Na mistrovství světa, které pořádá federace WMF, Tunisko nemá výraznější úspěch. Na obou světových šampionátech je ve vyřazovací fázi vyřadili reprezentanti Mexika, v obou případech vysokým výsledkem 7:0. Mistrovství světa SOCCA, které pořádá federace ISF, se Tunisko zúčastnilo jednou, nepodařilo se jim ale postoupit ze skupiny. V roce 2018 se reprezentace umístila na bronzové příčce na premiérovém ročníku Afrického poháru, když porazila domácí Libyi 1:0. Na Kontinentálním poháru v roce 2019, skončilo Tunisko na stříbrné pozici, když ve finále prohráli s výběrem Česka 5:4. Česká reprezentace se s Tuniskem utkala zatím dvakrát.

## Výsledky

### Mistrovství světa
| Rok  | Místo konání | Umístění                                        |
| ---- | ------------ | ----------------------------------------------- |
| 2015 | USA          | Nezúčastnili se                                 |
| 2017 | Nabeul       | Vyřazeni ve čtvrtfinále Mexikem                 |
| 2019 | Perth        | Vyřazeni v osmifinále Mexikem                   |
|      | Celkem       | Účast – 2× Zlato – 0×, Stříbro – 0×, Bronz – 0× |

### Mistrovství světa SOCCA
| Rok  | Místo konání | Umístění                                        |
| ---- | ------------ | ----------------------------------------------- |
| 2018 | Lisabon      | Nepostoupili ze skupiny                         |
| 2019 | Rethymno     | Nezúčastnili se                                 |
|      | Celkem       | Účast – 1× Zlato – 0×, Stříbro – 0×, Bronz – 0× |

### Africký pohár
| Rok  | Místo konání | Umístění                                        |
| ---- | ------------ | ----------------------------------------------- |
| 2018 | Tripolis     | Bronzová medaile                                |
|      | Celkem       | Účast – 1× Zlato – 0×, Stříbro – 0×, Bronz – 1× |

### Kontinentální pohár
| Rok  | Místo konání | Umístění                                        |
| ---- | ------------ | ----------------------------------------------- |
| 2019 | Tunis        | Stříbrná medaile                                |
|      | Celkem       | Účast – 1× Zlato – 0×, Stříbro – 1×, Bronz – 0× |